# Wielki Staw Polski (jezero)
Wielki Staw Polski (poljsko: Wielki Staw Polski; slovaško: Veľký stav; nemško: Großer Polnischer Se; madžarščina: Nagy-tó)  je krniško jezero, ki se nahaja v Visokih Tatrah na nadmorski višini 1.665 metrov v Dolini petih Poljskih jezer (Dolina Pięciu Stawów Polskich), ob pobočju Miedziane. Jezero je drugo največje jezero po površini (34,14 ha) v gorovju Tatre za goro Morskie Oko  (34,54 ha). Jezero se nahaja v Malopoljskem vojvodstvu na Poljskem.
Wielki Staw Polski je najgloblje in najdaljše (998 metrov) jezero v gorovju Tatre in tretje najgloblje jezero na Poljskem (najgloblje jezero je Hańcza). V jezeu je približno 13 milijonov m³ vode in je tudi po volumnu največje jezero v Tatrah. Najvišja temperatura vode v jezeru je bila 11,2 °C. Je zelene barve in izmerjena vidnost v globino 13,2 m je večja kot pri drugih jezerih v dolini.
Na bregovih raste grmičevje, ki počasi zarašča jase, po katerih so se včasih pasle ovce. Nad severozahodno obalo jezera, na nadmorski višini približno 1.725 m, se nahaja najstarejši salaš v Tatrah, ki se omenja že v 17. stoletju. Restavriran je bil leta 1986. Okoli jezera rastejo redke rastline na območju Karpatov, na primer alpski mavček (Trichophorum alpinum) in malocvetni šaš (Carex pauciflora).